# NGC 828
NGC 828 este o radiogalaxie situată în constelația Andromeda. A fost descoperită în 18 octombrie 1786 de către William Herschel. Se află la o distanță de 72,73 de megaparseci de Pământ.